# Carl Seebald
Carl (auch Karl) Seebald (* 22. August 1878 in Wien; † 21. Dezember 1941 ebenda) war ein österreichischer Fotograf, der zu Beginn des 20. Jahrhunderts in Wien tätig war.

## Leben
Carl (oder Karl) wurde in Wien geboren. Im Jahr 1905 ließ er sich als Pressefotograf registrieren und gründete die Illustrationsfirma Carl Seebald. Er wohnte in der Währingerstraße 107 in Währing, dem 18. Bezirk von Wien.
Während des Ersten Weltkriegs, ab 1914, war er der Kriegspressezentrale zugeteilt, die ihn nach Serbien und Russland entsandte. 1915 wohnte er noch in der Gäntzgasse 111 in Währing, zog aber dann bis 1918 in die Sieveringerstraße 31 in Döbling, dem 19. Bezirk von Wien.
In den 1920er Jahren ergänzte er seine Arbeit als Pressefotograf durch Studiofotografie. Die Woche veröffentlichte viele seiner Fotografien. Im Jahr 1924 war er Mitbegründer der Organisation der Wiener Presse und der Freien Vereinigung der Pressefotoreporter Österreichs. Ab 1925 lebte er in Weidlingbach und ab 1927 in der Mariahilferstraße 99 in Mariahilf, dem sechsten Wiener Gemeindebezirk.

## Galerie

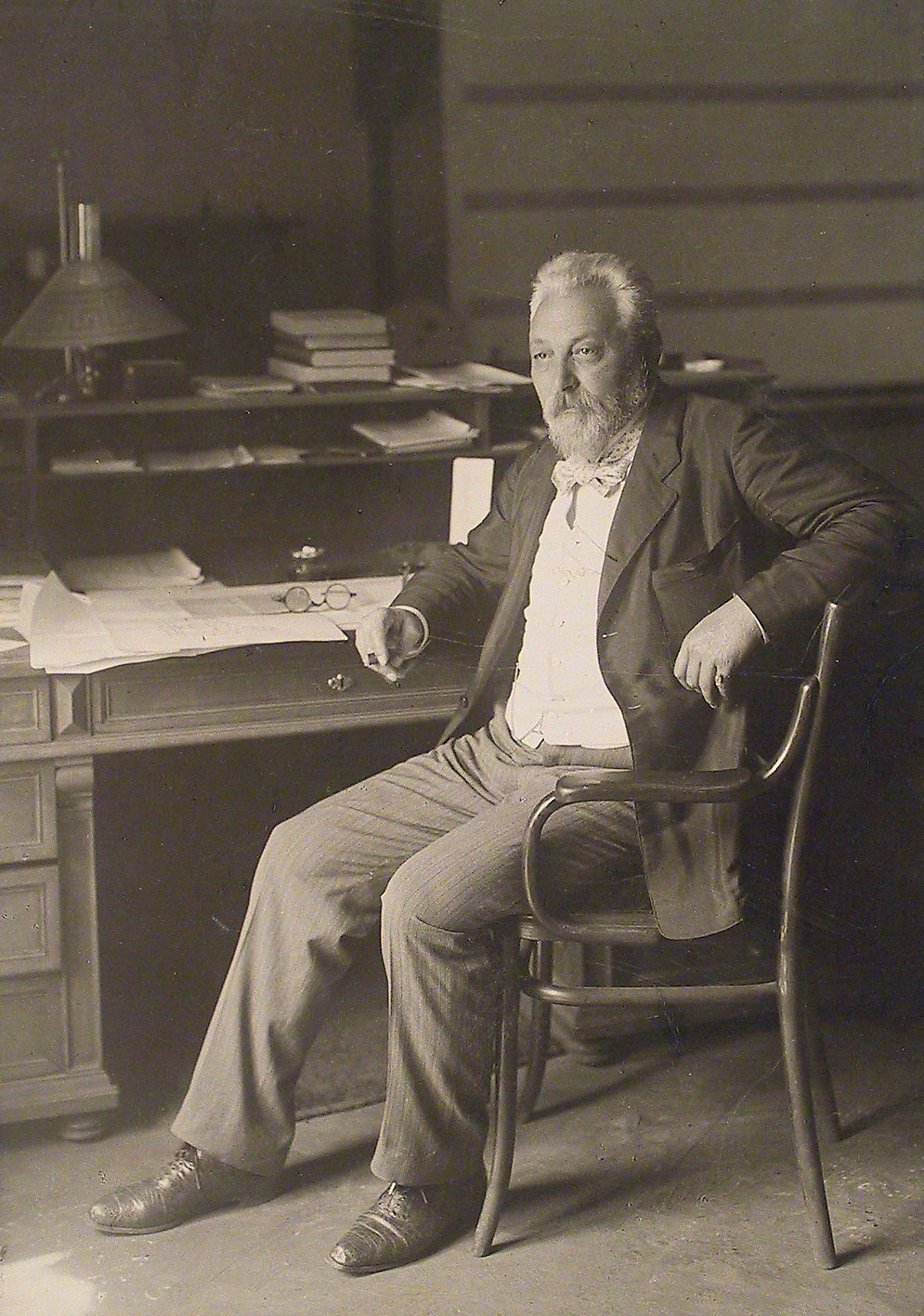
Franz Serafin Exner, 1908
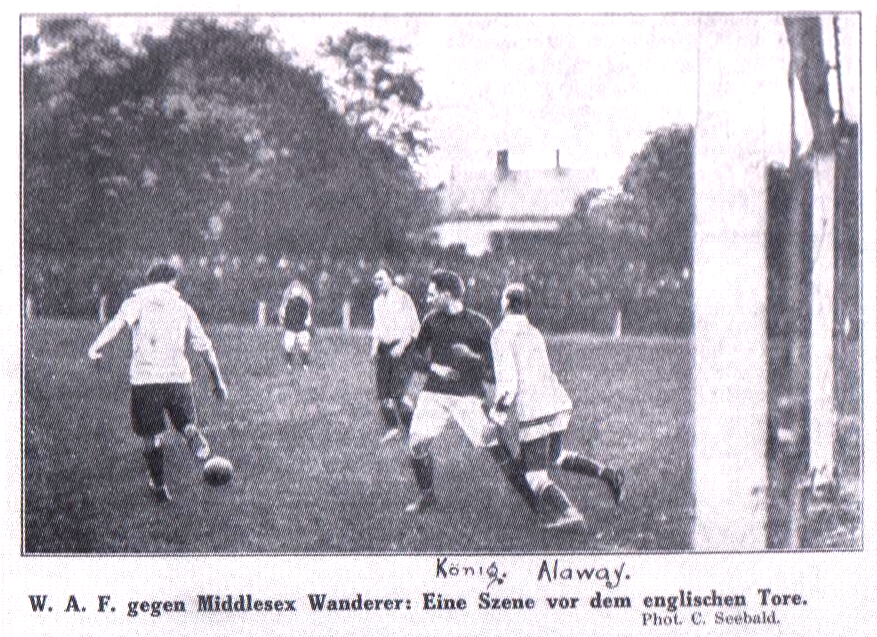
Middlesex Wanderers gegen den WAF, Wien, 1912
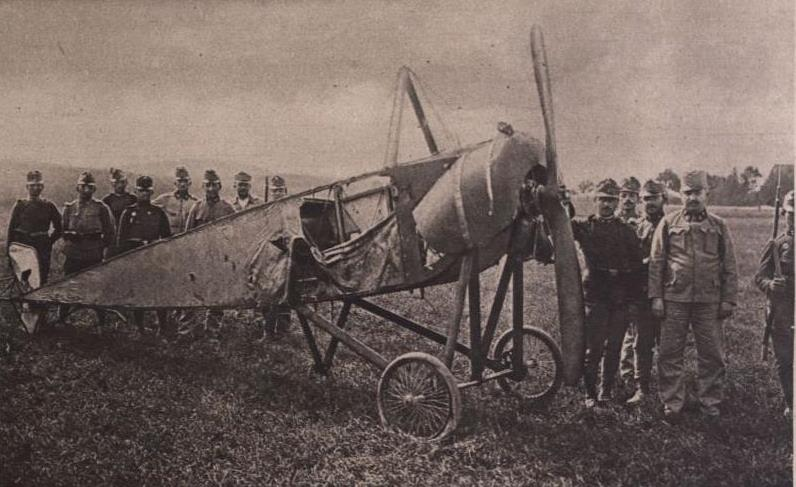
Abgeschossenes Flugzeug der Kaiserlich Russischen Luftstreitkräfte im September 1914